# Благотворительная виньетка
Благотворительная виньетка, или благотворительная марка, — вид непочтовых марок, виньетка, относящаяся к группе знаков добровольных сборов и имеющая памятное, рекламное или агитационное назначение. Средства от реализации виньеток обычно идут на благотворительные цели — социальную помощь сиротам, инвалидам, слепым и глухим, безработным, пострадавшим от стихийных бедствий, в том числе голодающим, на борьбу с некоторыми видами массовых заболеваний (таких, как туберкулёз, малярия) и т. д.
Благотворительные марки относятся к маркам третьей группы и не служат для оплаты почтовой корреспонденции, хотя и распространяются через почтовые учреждения.

## Терминология
Обычно понятия «благотворительная виньетка» и «благотворительная марка» употребляются как синонимы для обозначения одного из видов непочтовых марок (или «марок-синдерелл»). Однако Юрий Турчинский (ум. 2004), крупнейший российский собиратель и каталогизатор непочтовых марок и один из авторов «Каталога-справочника непочтовых марок» (публиковался в журнале «Филателия» с 1996 года), разграничивает благотворительную виньетку и благотворительную марку, считая, что, в отличие от виньетки, на благотворительной марке обозначена информация о её продажной или учётной стоимости (что делает её более похожей на почтовую марку).

## Описание
По своим внешним признакам благотворительные виньетки обычно похожи на почтовую марку (наличие зубцов, клея на обороте). Благотворительная виньетка в большинстве случаев не имеет информации о стоимости и эмитирована для сбора средств на соответствующие цели путём продажи тиража и, как правило, выпускается благотворительной организацией.
Такие виньетки нередко продаются в почтовых учреждениях, предназначены для наклеивания на почтовых отправлениях, но их стоимость не входит в сумму оплаты почтового сбора (почтовых услуг). Они являются одним из способов рекламирования поддержки отправителем целей данной благотворительной организации.
Несмотря на то, что рисунок благотворительных виньеток напоминает почтовые марки, на них крайне редко указывается номинал и практически никогда — наименование страны. Иногда непочтовые благотворительные марки изготавливаются и государственными или общественными организациями, как правило для разовых или периодических необязательных сборов на заявленные на таких марках цели.
От благотворительных виньеток, которые с филателистической точки зрения относятся к непочтовым выпускам, следует отличать почтово-благотворительные марки, являющиеся знаками почтовой оплаты.

## Применение

### В мировой практике
Средства, собранные от продажи благотворительных марок, перечисляются на благотворительные цели — на поддержку государственных ссудных касс (Франция, 1927), почтовых работников, больных туберкулёзом (Греция, 1940) и т. д.
Двумя наиболее известными видами благотворительных виньеток являются рождественские, которые впервые появились в Дании в 1904 году, и пасхальные виньетки, хотя известно и много других их видов.
Первые благотворительные марки, изданные в 1904 году в Дании, были предназначены для сбора денег в фонд борьбы с туберкулёзом. Марки поступали в продажу к Рождеству и поэтому назывались дат. «Julmarken» («рождественские марки»). Впоследствии такие марки стали выпускать в других странах и называть их англ. «Seals», «Christmas seals».
Одним из многих примеров подобных благотворительных виньеток являются рождественские виньетки США, посвящённые борьбе против туберкулёза, которые распространялись начиная с 1907 года. Марки отпечатаны на плотной бумаге, имеют на обратной стороне клей. Кроме зубцовых марок ранних выпусков, встречаются экземпляры без перфорации или с пропуском перфорации.
Покупать благотворительные марки было делом добровольным, но в ряде стран, обычно в какой-то промежуток времени, такие марки распространялись в обязательной продаже. Первые благотворительные марки обязательного приобретения появились в Португалии в 1911 году для фонда помощи бедным.
В прошлом благотворительные марки наклеивали на письмах вместе с почтовыми, в результате чего их также могли погасить почтовым штемпелем, и это может ввести в заблуждение неопытных филателистов, принимающих благотворительные марки за почтовые.

### В России и СССР
Значительное количество благотворительных марок было издано в Российской империи. Из них весьма редкой считается благотворительная марка, подготовленная в 1912 году группой русских политэмигрантов социал-демократов во Франции и Швейцарии. На марке был помещён портрет основоположника научного коммунизма Карла Маркса, а средства от её продажи направлялись на предвыборную кампанию в IV Государственную Думу. Цвет марки светло-фиолетовый, размер 4 × 5 см, зубцовка 11½ (отсутствует на одной из сторон — верхней, нижней или левой). На обратную сторону марки наносился клеевой слой. Рисунок марки включал изображение К. Маркса в центре в овале, украшенном виньетками, под которым была проставлена подпись готическим шрифтом «Карл Маркс». В каждом углу марки располагалась цифра «10» в круге, который был вписан в квадрат. В верхней части марки имелась надпись на русском языке «РСДРП на избирательную кампанию в IV Думу», а по бокам и внизу — надписи на немецком и французском языках: «Социал-демократическая рабочая партия России» и «На избирательную кампанию в IV Думу».
В РСФСР покупка таких марок имела добровольный характер. В 1920-х — начале 1930-х годов в СССР выходили многочисленные благотворительные марки для сбора средств на важные общественно-политические кампании:
- в пользу Детской комиссии ВЦИК,
- в фонд Комитета помощи инвалидам и раненым красноармейцам,
- в поддержку «МОПР»,
- в пользу воздушного флота и др.

Одним из последних советских благотворительных выпусков являются две марки, распространявшиеся для сбора средств в фонд Всемирного форума солидарности молодёжи и студентов в борьбе за национальную независимость и освобождение, за мир, который проводился в 1964 году в Москве.

## Коллекционирование
Хотя благотворительные марки не относятся к филателистическим материалам и к почтовой связи вообще, они представляют интерес для очень многих филателистов и имеют ценность. Доказательство тому результаты любых аукционов по филателии, где благотворительные марки давно выставляются на торги параллельно с почтовыми.
Интерес к собиранию благотворительных виньеток и марок существует давно, и для их любителей созданы общества. Например, в США с 1931 года имеется Общество коллекционеров рождественских и благотворительных виньеток. В 1969 году в США было создано ещё одно объединение — Рождественский филателистический клуб (Christmas Philatelic Club), посвящённый собиранию как почтовых, так и непочтовых знаков и материалов на рождественскую тему, включая рождественские виньетки.
Этому виду коллекционирования в довоенное время уделяли внимание и в Советском Союзе: публиковались статьи, демонстрировались коллекции. На первой Всесоюзной выставке по филателии и бонам в 1924 году в Москве малой золотой медали была удостоена экспозиция М. Б. Наркевича «Благотворительные марки», а экспозиция В. Т. Пятенция «Благотворительные марки России» завоевала бронзовую медаль.

## Примечание
1. 1 2 3 4 5 6  Марки благотворительные // Большой филателистический словарь / Н. И. Владинец, Л. И. Ильичёв, И. Я. Левитас, П. Ф. Мазур, И. Н. Меркулов, И. А. Моросанов, Ю. К. Мякота, С. А. Панасян, Ю. М. Рудников, М. Б. Слуцкий, В. А. Якобс; под общ. ред. Н. И. Владинца и В. А. Якобса. — М.: Радио и связь, 1988. — 320 с. — 40 000 экз. — ISBN 5-256-00175-2.
 (Дата обращения: 6 января 2010)
2. 1 2 3 4  Виньетки // Большой филателистический словарь / Н. И. Владинец, Л. И. Ильичёв, И. Я. Левитас, П. Ф. Мазур, И. Н. Меркулов, И. А. Моросанов, Ю. К. Мякота, С. А. Панасян, Ю. М. Рудников, М. Б. Слуцкий, В. А. Якобс; под общ. ред. Н. И. Владинца и В. А. Якобса. — М.: Радио и связь, 1988. — 320 с. — 40 000 экз. — ISBN 5-256-00175-2.
 (Дата обращения: 6 января 2010)
3. 1 2 3 4 5 6 7 8 9  Кисин Б. Марки разного назначения Архивная копия от 6 октября 2018 на Wayback Machine // Филателия СССР. — 1976. — № 2. — С. 57—58. — (Рубрики: Мир увлечений; Школа начинающего коллекционера). (Дата обращения: 20 марта 2016) Архивированная копия. Дата обращения: 20 марта 2016. Архивировано 20 марта 2016 года.
4. ↑  Новости сайта: 16.04.05. Коллекционирование непочтовых марок. Непочтовые марки; Юрий Кочетков. Дата обращения: 6 января 2011. Архивировано 3 марта 2012 года.
5. ↑  Турчинский Ю. «Терра инкогнита». Вне почты! // Филателия. — 1992. — № 5. — С. 48—51.
6. ↑  О почтовых марках на рождественскую тематику см. статью Рождественская марка.
7. ↑  Denune J., Jr. Emily Bissell and the First US Christmas Seal // The American Philatelist. — 2007. — No. 12. — P. 1110. (англ.) (Дата обращения: 6 января 2011) Архивировано 1 августа 2012 года.
8. ↑  Home (англ.). The Christmas Seal & Charity Stamp Society[англ.]. Дата обращения: 6 января 2011. Архивировано 13 марта 2012 года.
9. ↑  Home (англ.). Christmas Seal & Charity Stamp Society; MySiteBuilder.com. — Сайт Общества коллекционеров рождественских и благотворительных виньеток, который поддерживался до 2009 года. Дата обращения: 6 января 2011. Архивировано 13 марта 2012 года.
10. ↑  Home Page (англ.). Christmas Philatelic Club. Дата обращения: 6 января 2011. Архивировано 13 марта 2012 года.
11. ↑  Маркевич М. Коллекционирование благотворительных марок // Советский филателист. — 1924. — № 11—12.
12. ↑  Кулаков В. Филателия в Москве: первые итоги — новые задачи (1924—1925 годы) // Филателия. — 1992. — № 1. — С. 48—50.